# Sonata per a violoncel i piano (Xostakóvitx)
La Sonata per a violoncel i piano en re menor, op. 40, fou composta per Dmitri Xostakóvitx el 1934 i estrenada el 25 de desembre de 1934 a la Sala Petita del Conservatori de Leningrad amb Viktor Kubatski, a qui anava dedicada, al violoncel i Xostakóvitx al piano. La sonata té una durada aproximada de 28 minuts.

## Moviments
- I. Allegro non troppo
- II. Allegro
- III. Largo
- IV. Allegro

## Origen i context
La va escriure en un període de convulsió emocional a la seva vida, ja que s'havia enamorat d'un jove estudiant en un festival de Leningrad amb la seva Lady Macbeth del districte de Mtsensk. La seva aventura va donar lloc a una breu separació de la seva dona Nina. A finals de 1934 Xostakóvitx i Nina es van reunir i finalment es va quedar embarassada de la seva filla primogènita, que va néixer el 1936.
Completada en només un mes, la Sonata marca una línia divisòria significativa en el desenvolupament de Xostakóvitx i representa un gran pas endavant en la convicció estilística i emocional que profetitza amb valentia la Cinquena Simfonia que vindrà aviat. Enmig d'una escriptura típicament agria i sardònica, hi sobreposa pàgines de profunditat elegíaca i melodia serena.
En la seva primera representació va tenir un èxit immediat i Gregor Piatigorsky, que havia mantingut contacte amb tot el que passava a l'URSS, se la va fer seva ràpidament i va assegurar-ne la publicació a Occident. Escrita just abans de la censura per part de les autoritats soviètiques de la seva música, en particular de l'òpera Lady Macbeth de Mtsensk, les reaccions dels estaments van ser en general favorables. Hi va haver algunes murmuracions de "formalisme", però la majoria dels crítics soviètics van aprovar aquesta tendència del compositor. Uns quants anys més tard, el biògraf de Xostakóvitx, David Rabinovitx, va veure en la sonata "un sobtat raig de sol que il·luminava tota l'obra de Xostakóvitx a principis dels anys trenta. Que diferent de les seves grotesques òperes o de les excentricitats sarcàstiques de les seves suites orquestrals!"

## Anàlisi musical

### I –Allegro non troppo
El primer moviment en forma de sonata contrasta amb un primer tema ampli al violoncel, acompanyat d'arpegis de piano fluids fins a arribar al clímax. El segon tema el toca primer el piano i després el violoncel. En el desenvolupament un motiu rítmic passa per les textures fluides del primer tema. La recapitulació apareix amb el segon tema en lloc del primer. Xostakóvitx repeteix el primer tema on tot es mou a càmera lenta, amb acords staccato al piano i notes sostingudes al violoncel.

### II –Allegro
Les seccions exteriors de moto perpetuo del segon moviment emmarquen un trio semblant a un minuet.

### III –Largo
El moviment comença amb el violoncel sol, al qual s'uneix posteriorment el piano. El manuscrit indica que el violoncel ha de tocar con sordino. Xostakóvitx anticipa en aquest Largo els amplis horitzons del moviment homònim de la Cinquena Simfonia.

### IV –Allegro
El tema del rondó del finale apareix cinc vegades, imitat pels dos instruments, intercalat per episodis de curses escalars. En el segon d'ells, el piano desplega una breu cadenza. Torna el tema, per arrodonir el moviment.